# Captura y almacenamiento de carbono

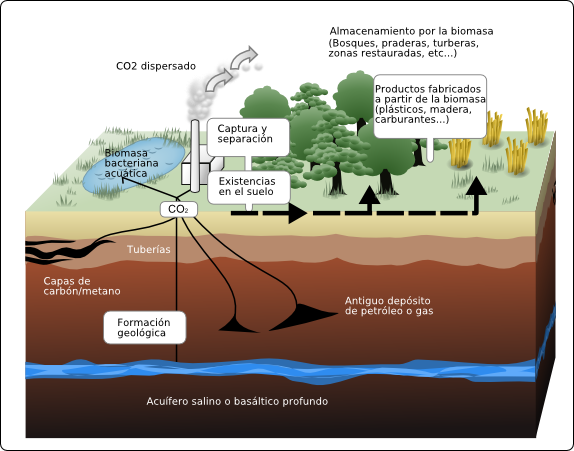
Esquema de la captura terrestre y geológica de emisiones de dióxido de carbono de una planta eléctrica a carbón.

La captura y almacenamiento de carbono (CAC o CCS, por su nombre en inglés carbon capture and storage) es una tecnología para evitar las emisiones de dióxido de carbono hacia la atmósfera o, retirarlo de ella mediante la captura directa de aire (DAC por sus siglas en inglés). La CAC consiste en separar el CO2 emitido por la industria y la generación de energía en los procesos de combustión, y transportarlo a un lugar de almacenamiento geológico para aislarlo de la atmósfera a largo plazo.
El proceso químico de captura de CO2 es energéticamente costoso y, probablemente, se produce CO2 durante el mismo. Este proceso solo retarda la liberación del CO2, que no se puede almacenar indefinidamente. Sin embargo, este CO2 podría ser usado de formas múltiples.
Aunque el CO2 se ha inyectado en formaciones geológicas para diversos fines, el almacenamiento a largo plazo de emisiones de CO2 es un concepto relativamente nuevo. El primer ejemplo comercial es Weyburn en 2000; con una planta piloto de producción de energía con CAC integrada, operando desde septiembre de 2008 en la central térmica de Schwarze Pumpe de Vattenfall, en el este de Alemania, con el objetivo de responder a preguntas sobre la viabilidad tecnológica y la eficiencia económica.
La CAC aplicada a una planta de energía moderna convencional podría reducir las emisiones de CO2 a la atmósfera en aproximadamente 80-90 % comparado a una planta sin CAC. El IPCC estima que la economía potencial de CAC podría ser entre 10 % a 55 % del total de mitigación del carbono hasta 2100.
La captura y compresión de CO2 requiere mucha energía y aumentaría las necesidades de combustible de una central de carbón con CAC en un 25 %-40 % Estos y otros costes del sistema se estima que aumentarán el coste de la energía de las nuevas centrales eléctricas con CAC en un 21 a 91 %.
El almacenamiento de CO2 se prevé que sería en formaciones geológicas profundas, en las masas de aguas profundas, o en forma de minerales carbonatos. En el caso del almacenamiento oceánico profundo, existe el riesgo de aumentar enormemente el problema de la acidificación de los océanos, un problema que se deriva también del exceso de dióxido de carbono presente ya en la atmósfera y los océanos. Las formaciones geológicas son consideradas actualmente los sitios más plausibles de secuestro de carbono. En su Atlas de Secuestro de Carbono 2007, el Laboratorio Nacional de Tecnología de la Energía (National Energy Technology Laboratory) reportó que Norteamérica tiene suficiente capacidad de almacenaje para 900 años de producción de dióxido de carbono. Un problema general es que las predicciones a largo plazo acerca del almacenaje seguro submarino o subterráneo son muy difíciles e inseguras, y persiste el riesgo de que el CO2 pudiera fugarse desde el almacenaje a la atmósfera.
Cuando se aplica en las plantas que utilizan biomasa, el proceso es conocido como bioenergía con captura y almacenaje de carbono. Esto tiene potencial para ser utilizado como una técnica negativa de emisiones de carbono, y es considerado por algunos como geoingeniería.
Además otro elemento negativo es la mayor demanda que hay de biomasa para almacenar CO2 y es que a más consumo también mayor tala de árboles por lo que la revista Science ha calculado que en 2065 se transformaran todos los bosques naturales en plantación de biomasa. Principalmente en Europa, con la tala de 20 millones de toneladas de madera.

## Captura de CO2
La tabla siguiente lista los principales óxidos metálicos de la corteza terrestre. Teóricamente el 22 % de esa masa mineral puede formar carbonatos.
| Óxido terrestre | % de Corteza | Carbonato            | Cambio de entalpía (kJ/mol) |
| --------------- | ------------ | -------------------- | --------------------------- |
| SiO2            | 59.71        |                      |                             |
| Al2O3           | 15.41        |                      |                             |
| CaO             | 4.90         | CaCO3                | -179                        |
| MgO             | 4.36         | MgCO3                | -117                        |
| Na2O            | 3.55         | Na2CO3               |                             |
| FeO             | 3.52         | FeCO3                |                             |
| K2O             | 2.80         | K2CO3                |                             |
| Fe2O3           | 2.63         | FeCO3                |                             |
|                 | 21.76        | Todos los carbonatos |                             |

### Fugas

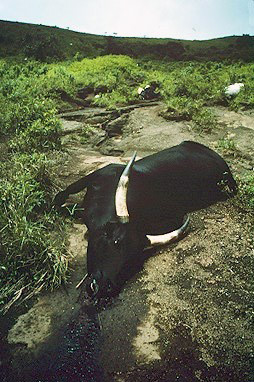
Vaca asfixiada por una fuga natural de CO_{2} en 1986 del lago Nyos. Dicha fuga mató a 1.700 hab. y mucho ganado.

| | Ciclo combinado de gas natural gas | Carbón pulverizado | Ciclo combinado integrado con gasificación |
| Sin captura (planta ref.) | 0.03 - 0.05                        | 0.04 - 0.05        | 0.04 - 0.06                                |
| Con captura y almacenaje geológico | 0.04 - 0.08                        | 0.06 - 0.10        | 0.06 - 0.09                                |
| (Costo de captura y almacenaje geológico) | 0.01 - 0.03                        | 0.02 - 0.05        | 0.02 - 0.03                                |
| Con captura y recuperación mejorada de petróleo | 0.04 - 0.07                        | 0.05 - 0.08        | 0.04 - 0.08                                |
| Costos referidos a los de la energía de plantas nuevas y grandes. Costos del ciclo combinado a gas natural se basan em precios del gas natural de US$2,80–4,40 por GJ (LHV (lower heating value)). Costos de energía para PC e IGCC se basan en costos de carbón bituminoso de US$1–1,50 por GJ LHV (lower heating value). Tenga en cuenta que los costos dependen en gran medida de los precios del fuel (cambiando continuamente), y adicionados otros factores como costos del capital. También tenga en cuenta que para EOR, los ahorros son mayores para precios altos del combustible. Los precios corrientes del gas y del petróleo son sustancialmente mayores que las cifras usadas aquí. Todas las cifras en la tabla son de la Tabla 8.3a en [IPCC, 2005]. |                                    |                    |                                            |

## Efectos ambientales
El mérito teórico de los sistemas CCS es la reducción de emisiones de CO2 en más del 90 %, dependiendo del tipo de planta. Generalmente, los efectos ambientales del uso del CCS surgen durante la producción de energía, con captura, transporte y almacenaje de CO2. Los tópicos relacionados al almacenaje se discuten en esas secciones.
El IPCC ha dado estimaciones de emisiones de aire de varios diseños de plantas CAC (ver tabla abajo). Mientras el CO2 drásticamente se reduce (aunque nunca es completamente capturado), las emisiones de contaminantes del aire se incrementan significativamente, generalmente debido a pocas multas por su no captura. Por lo tanto, el uso de esta tecnología implica una reducción en la calidad del aire.
| | Ciclo combinado de gas natural | Carbón pulverizado | Ciclo combinado integrado de gasificación |
| CO2 | 43 (−89 %)                     | 107 (−87 %)        | 97 (−88 %)                                |
| NOX | 0.11 (+22 %)                   | 0.77 (+31 %)       | 0.1 (+11 %)                               |
| SOX | -                              | 0.001 (−99.7 %)    | 0.33 (+17.9 %)                            |
| Amonio | 0.002 (before: 0)              | 0.23 (+2200 %)     | -                                         |
| Basado en Tabla 3.5 en [IPCC, 2005]. Entre paréntesis el incremento o decrecimiento comparado a similar planta sin CAC. |                                |                    |                                           |

## Críticas a la CAC
En 2018 un informe del Comité Científico Asesor de las Academias Europeas descarta la captura y el almacenamiento de carbono como solución al cambio climático. «Pensar que la tecnología vendrá al rescate si no logramos mitigar lo suficiente puede ser una visión atractiva, pero crear unas expectativas poco realistas sobre esas tecnologías podría tener consecuencias irreversibles para las generaciones futuras.», afirma en este documento el presidente del comité, Thierry Courvoisier, astrofísico. Las tecnologías CAC ofrecen solo una limitada posibilidad realista de retirar el dióxido de carbono de la atmósfera y no en la escala prevista en algunos escenarios climáticos.
De acuerdo a la Dra. Sandra Steingraber, existen diversos problemas con la tecnología actual de CAC:
- La maquinaria utilizada para capturar carbono de chimeneas industriales requiere energía adicional; alrededor de un 20 % más de consumo energético.
- El transporte vía gasoductos del CO2 capturado requiere de tuberías con recubrimientos especiales que son muy costosas.
- Al depositar el CO2 en el subsuelo, éste podría acidificar aguas subterráneas al entrar en contacto. Esto, a su vez, podría crear las condiciones para la disolución de metales pesados en el agua.